# Progress (Coventry)
Progress is een historisch merk van motorfietsen.
De bedrijfsnaam was Progress Cycle Company Ltd., Coventry.
Het was een bekende Engelse fabriek die sterke frames maakte waarin van 1902 tot 1908 Minerva-, Kelecom-Antoine-, MMC- en andere motoren gezet werden.